# 2072
Cette page concerne l'année 2072  du calendrier grégorien.
L'année 2072 est une année bissextile qui commence un vendredi.
C'est la 2072e année de notre ère, à la 72e année du IIIe millénaire et du XXIe siècle et à la 3e année de la décennie 2070-2079.

## Autres calendriers
L'année 2072 du calendrier grégorien correspond aux dates suivantes :
- Calendrier berbère : 3021 / 3022
- Calendrier hébraïque : 5832 / 5833 (le 1er tishri 5833 a lieu le 13 septembre 2072 [1])
- Calendrier indien : 1993 / 1994 (le 1er chaitra 1994 a lieu le 21 mars 2072 [1])
- Calendrier musulman : 1494 / 1495 (le 1er mouharram 1495 a lieu le 22 janvier 2072 [1])
- Calendrier persan : 1450 / 1451 (le 1er farvardin 1451 a lieu le 20 mars 2072 [1])
  - Jours juliens : 2 477 842,5 à 2 478 208,5 [2],[1]

## Évènements
- Fin de la dette Dexia pour les contributeurs belges [3]
- 19 mars : Éclipse solaire partielle (en)
- Le 26 mai, 433953 (1997 XR2), un astéroïde potentiellement dangereux, devrait s'approcher de la terre à environ 14600000 kilomètres de distance. Mesurant 260 mètres de diamètre à une vitesse de 9000 km/s, si cet objet percute la Terre, il pourrait détruire une surface de taille continentale et avoir des répercussions dramatiques sur le climat[4].
- 12 septembre : Éclipse solaire totale (en)

## Dans la fiction
- L'an 2072 est le théâtre des évènements du film 2072, les mercenaires du futur.
- L'an 2072 est le théâtre des évènements du jeu vidéo System Shock.